# Thomas Struth
Thomas Struth, född 11 oktober 1954 i Geldern i Nordrhein-Westfalen, är en tysk fotograf.
Struth är framför allt känd för sin serie Museum Photographs, svartvita fotografier av gatorna i Düsseldorf och New York tagna på 1970-talet, och familjeporträtt. Struth bor och arbetar för närvarande i Berlin och i New York.

## Biografi
Deras första verk var urbana landskap med frånvaro av människor, såväl som scener på gatan. Hos dem uppmärksammades Bernd och Hilla Bechers inflytande och deras rekommendationer om systematisk dokumentation av stads- och industriutrymmen. Bland de städer som han gradvis fotograferade under sin karriär finns New York, olika städer i England, Paris, Rom, Edinburgh och Tokyo (1986). År 2003 fotograferade han olika städer i Peru.
Under eventuellt inflytande av August Sander ägnade han sig åt förverkligandet av familjeporträtt på 1980-talet, med hjälp av tekniken med svartvitt och sedan färg, och som visar ett förhållande till psykologi, eftersom det var en del av ett gemensamt projekt med psykologen Ingo Hartmann, där fotografier av patienternas familjer användes som källa. Men från 1989 började han ta bilder inne på museerna och förstorade bilderna till ett stort format, varför han etablerade en sorts parallellitet mellan den bildmässiga framställningen och den fotograferade. Dessa bilder blev hans mest kända verk. Bland de fotograferade museerna finns konstinstitutet i Chicago, Louvren, galleriet vid Akademien i Venedig, Pantheon i Rom, Eremitaget och Pradomuseet.
En annan serie fick titeln "Photos of Paradise" och bestod av djungelfoton på platser i Australien, Europa, Kina, Japan och Amerika mellan 1998 och 2006. Sedan fortsatte han att fotografera landskap i vid mening och i ett visst mode eller utrymmen utan människor där han letade efter tidlöshet. En av hans senaste serier, som startade 2010, handlar om vetenskapens och industrins forskningsrum: fysikinstitut, varv, fabriker, apotek eller kärnkraftsanläggningar.